# قصر حمام صرح
قصر حمام صرح (انگلیسی: Qasr Hammam As Sarah) یک گرمابه در اردن است که مربوط به دوران اموی است. این بنا در ۲ کیلومتری قصر حلابات قرار دارد.

## نگارخانه

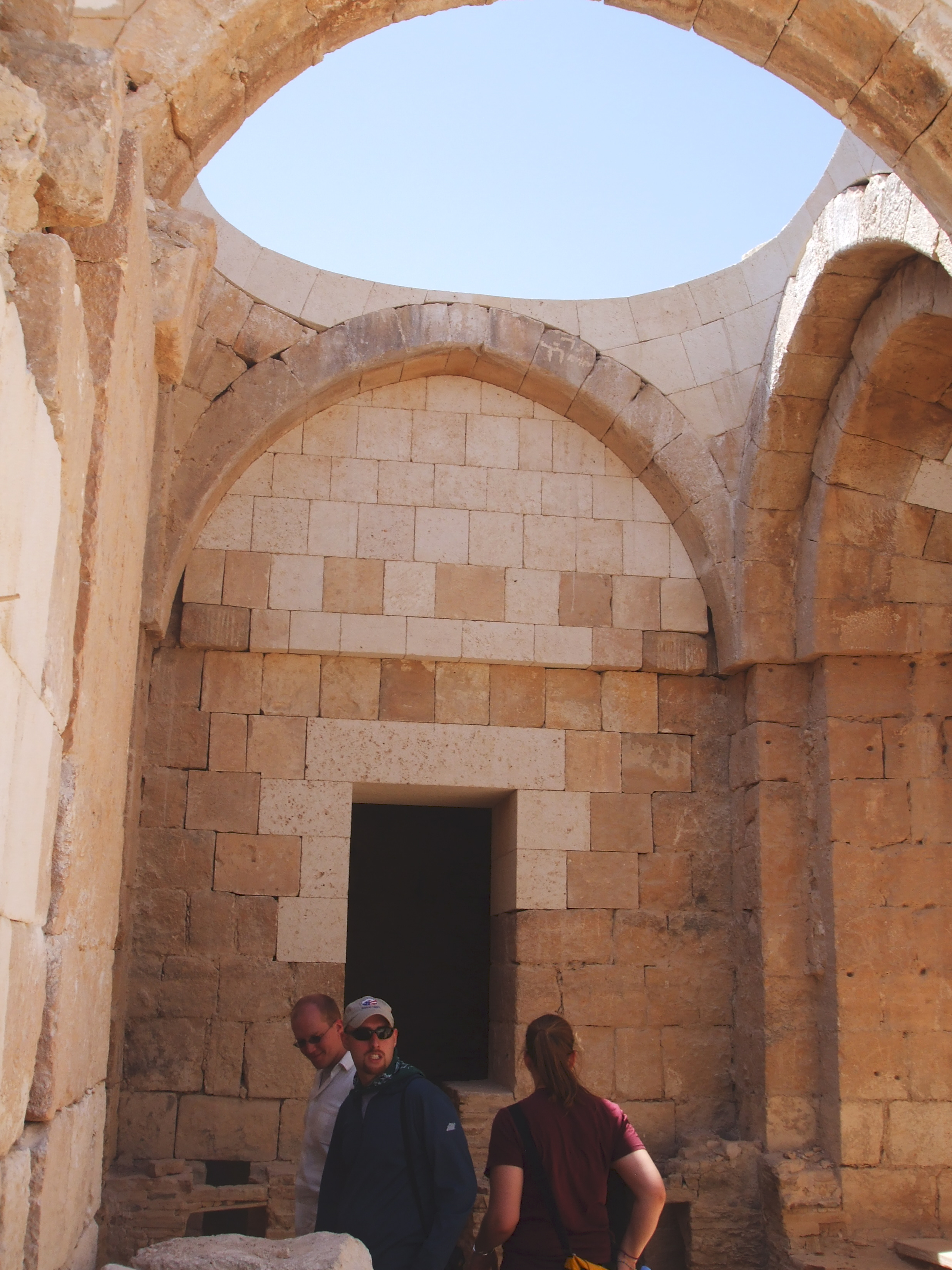
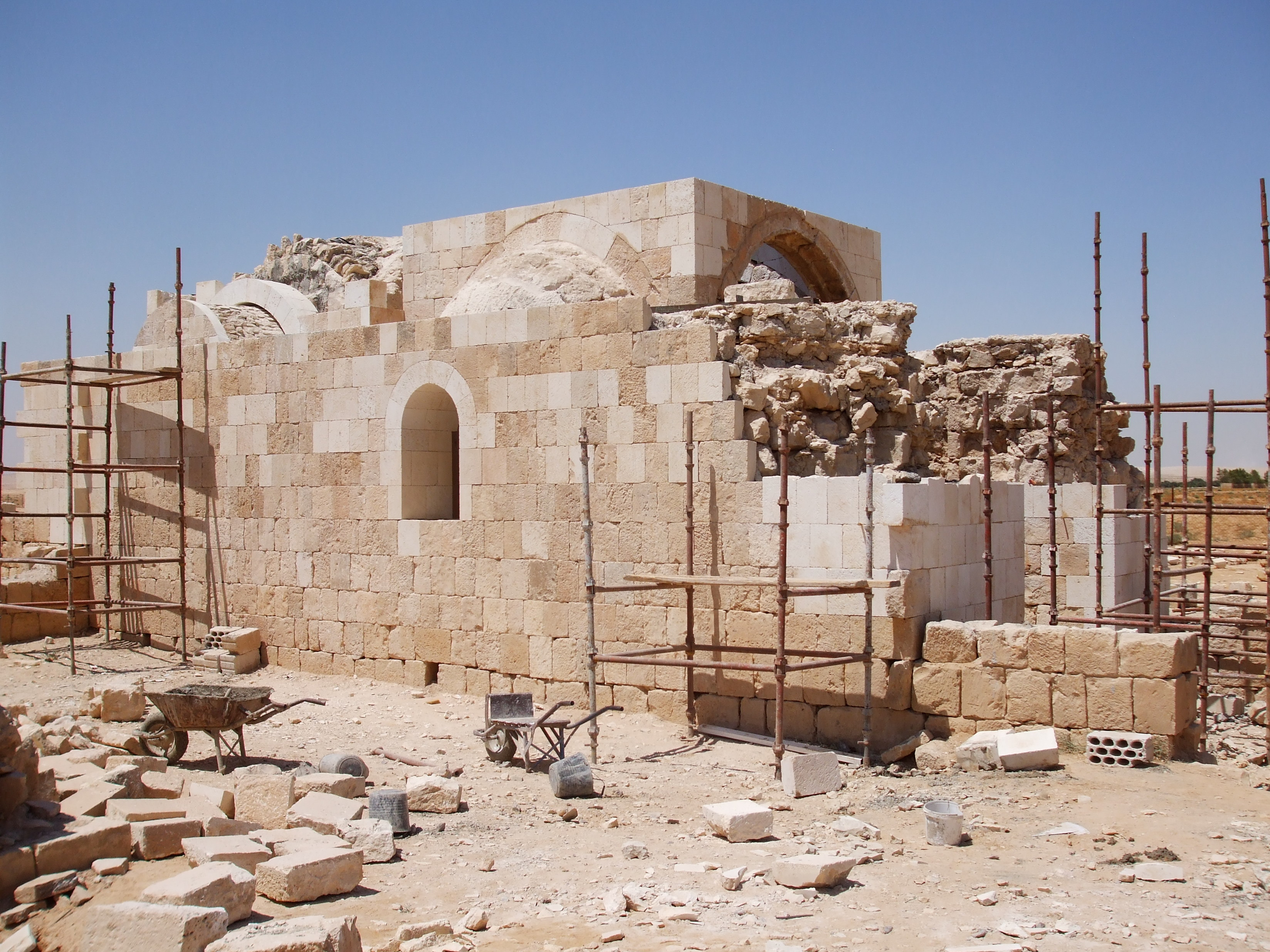